# Prva savezna liga
Prva savezna liga byla nejvyšší fotbalová ligová soutěž pořádaná na území Srbska a Černé Hory. Pořádala se v letech 1992–2006.

## Vítězové soutěže
| Ročník  | Mistr            | Ročník  | Mistr            | Ročník  | Mistr            |
| ------- | ---------------- | ------- | ---------------- | ------- | ---------------- |
| 1992/93 | FK Partizan      | 1997/98 | FK Obilić        | 2002/03 | FK Partizan      |
| 1993/94 | FK Partizan      | 1998/99 | FK Partizan      | 2003/04 | FK Crvena zvezda |
| 1994/95 | FK Crvena zvezda | 1999/00 | FK Crvena zvezda | 2004/05 | FK Partizan      |
| 1995/96 | FK Partizan      | 2000/01 | FK Crvena zvezda | 2005/06 | FK Crvena zvezda |
| 1996/97 | FK Partizan      | 2001/02 | FK Partizan      |         |                  |

## Vítězové podle klubů
| Klub             | Tituly | Sezóny                                                                 |
| ---------------- | ------ | ---------------------------------------------------------------------- |
| FK Partizan      | 8      | 1992/93, 1993/94, 1995/96, 1996/97, 1998/99, 2001/02, 2002/03, 2004/05 |
| FK Crvena zvezda | 5      | 1994/95, 1999/00, 2000/01, 2003/04, 2005/06                            |
| FK Obilić        | 1      | 1997/98                                                                |

## Nejlepší střelci
| Rok     | Hráč                             | Klub                                     | Branky |
| ------- | -------------------------------- | ---------------------------------------- | ------ |
| 1992/93 | Anto Drobnjak a Vesko Mihajlović | FK Crvena zvezda a FK Vojvodina Novi Sad | 22     |
| 1993/94 | Savo Milošević                   | FK Partizan                              | 21     |
| 1994/95 | Savo Milošević                   | FK Partizan                              | 30     |
| 1995/96 | Vojislav Budimirović             | FK Čukarički Stankom                     | 23     |
| 1996/97 | Zoran Jovičić                    | FK Crvena zvezda                         | 21     |
| 1997/98 | Saša Marković                    | FK Železnik / FK Crvena zvezda           | 27     |
| 1998/99 | Dejan Osmanović                  | FK Hajduk Kula                           | 16     |
| 1999/00 | Mateja Kežman                    | FK Partizan                              | 27     |
| 2000/01 | Petar Divić                      | OFK Bělehrad                             | 27     |
| 2001/02 | Zoran Đurašković                 | FK Mladost Lučani                        | 27     |
| 2002/03 | Zvonimir Vukić                   | FK Partizan                              | 22     |
| 2003/04 | Nikola Žigić                     | FK Crvena zvezda                         | 19     |
| 2004/05 | Marko Pantelić                   | FK Crvena zvezda                         | 21     |
| 2005/06 | Srđan Radonjić                   | FK Partizan                              | 20     |